# 蓮心寺 (富士市)
蓮心寺（れんしんじ）は、静岡県富士市蓼原にある日蓮宗の寺院。山号は詮量山。旧本山は実相寺、達師法縁。お万の方持仏と伝わる日蓮聖人像を祀る。
富士市には実相寺の外、本照寺、本光寺、実円寺、円妙寺、園林寺、栄立寺、妙福寺、安立寺、長慶寺、玄龍寺、立光寺等がある。

## 歴史
慶長7年（1602年）5月に良応院日産（玉沢妙法華寺15世）の開山で加島村に創建された。本堂は安政元年11月4日（1854年12月23日）の安政東海地震で倒壊後大行院日法（20世）の代に再建されたもの。なお、内陣は文政年間（1818年 - 1830年）頃のもので昭和28年（1953年）に改修された。この年に国道1号が開通し国道沿いになった。

## 境内
- 本堂

## 歴代
- 良応院日産
- 大行院日法

## アクセス
富士駅から吉原中央駅行バスで富安橋下車後徒歩3分。